# 東正治
東 正治（ひがし しょうじ）は、日本の地球科学者。専門は粘土鉱物学。高知大学名誉教授。
1970年九州大学理学部地質学科卒業、1972年九州大学大学院理学研究科地質学専攻修士課程修了。
1972年高知大学文理学部地学科助手、1981年同理学部地学科助教授、1991年教授。2009年同教育研究部理学部門教授を経て、2011年定年退職、名誉教授。

## 人物
雲母粘土鉱物を中心とする粘土鉱物の化学組成と結晶学的性質の関係を研究し、多くの成果をあげている。
その過程で、愛媛県と広島県からアンモニウムイオンに富む特異な雲母を発見し、新鉱物・砥部雲母として記載した。この業績により、東は櫻井記念会から櫻井賞を受賞した。
また、長年にわたる粘土鉱物の研究により、2010年日本粘土学会学会賞を受賞した。